# Mangu (Estland)
Mangu is een plaats in de Estlandse gemeente Hiiumaa, provincie Hiiumaa. De plaats heeft de status van dorp (Estisch: küla).
Mangu lag tot in oktober 2013 in de gemeente Kõrgessaare, daarna tot in oktober 2017 in de gemeente Hiiu en sindsdien in de fusiegemeente Hiiumaa.

## Bevolking
De ontwikkeling van het aantal inwoners blijkt uit het volgende staatje:
| Jaar            | 2000 | 2011 | 2018 | 2020 | 2021 |
| --------------- | ---- | ---- | ---- | ---- | ---- |
| Aantal inwoners | 6    | 4    | 4    | 4    | 4    |

## Geografie
De plaats ligt aan de Baai van Meelste, een onderdeel van de Oostzee. De plaats heeft een populair zandstrand, Mangu rand. In de omgeving van het strand staan veel vakantiehuisjes. Bij Mangu begint het schiereiland Tahkuna, het meest noordelijke deel van het eiland Hiiumaa. De kuststrook valt onder het natuurreservaat Tahkuna looduskaitseala (18,6 km²), het zuidelijk deel van het dorp onder het Kõrgessaare-Mudaste hoiuala (28,7 km²).
Het dorp ligt 15 km ten noordwesten van Kärdla, de hoofdstad van Hiiumaa.

## Geschiedenis
Mangu werd voor het eerst genoemd in 1834 onder de naam Mongo Pawel of Mango Peter, een boerderij op het landgoed van Hohenholm (Kõrgessaare). In 1939, in het onafhankelijke Estland, werd de plaats voor het eerst genoemd als dorp onder de naam Mango.
Tussen ca. 1950 en 1997 maakte Mangu deel uit van het buurdorp Mudaste.